# Oswaldo de Oliveira
Oswaldo de Oliveira (Rio de Janeiro, 5 december 1950) is een Braziliaans voetbaltrainer. Vanaf 1999 tot en met 2019 was Oswaldo de Oliveira trainer bij diverse clubs in Brazilië, Qatar en Japan. Oliveira won in 2000 onder anderen het FIFA Club World Championship met Corinthians, waarmee hij de eerste trainer ooit werd die deze titel won met een club.

## Erelijst
Als trainer
 Corinthians
- Campeonato Paulista: 1999
- Campeonato Brasileiro Série A: 1999
- FIFA Club World Championship: 2000

 São Paulo
- Campeonato Paulista: 2002

 Kashima Antlers
- J1 League: 2007, 2008, 2009
- Emperor's Cup: 2007, 2010
- J.League Cup: 2011
- Fuji Xerox Super Cup: 2009, 2010

 Botafogo
- Campeonato Carioca: 2013

 Urawa Red Diamonds
- Emperor's Cup: 2018

Individueel als trainer
- J. League Manager of the Year: 2007, 2008, 2009